# Joakim Nilsson (football)
Pour les articles homonymes, voir Joakim Nilsson (homonymie) et Nilsson.
Joakim Nilsson, né le 31 mars 1966 à Landskrona (Suède), est un footballeur suédois, qui évoluait au poste de défenseur à Malmö FF et en équipe de Suède.
Nilsson a marqué un but lors de ses vingt-sept sélections avec l'équipe de Suède entre 1988 et 1992.

## Carrière
- 1986-1990 : Malmö FF
- 1990-1993 : Real Sporting de Gijón
- 1993-1995: Landskrona BoIS

## Palmarès

### En équipe nationale
- 27 sélections et 1 but avec l'équipe de Suède entre 1988 et 1992.

### Avec Malmö FF
- Vainqueur du Championnat de Suède de football en 1986 et 1988.
- Vainqueur de la Coupe de Suède de football en 1986 et 1989.